# ویدیلیا (لوئیزیانا)
ویدیلیا (به انگلیسی: Vidalia) شهری در ایالت لوئیزیانا کشور ایالات متحده آمریکا است که جمعیت آن در سرشماری سال ۲۰۱۰ میلادی، ۴٬۲۹۹ نفر بوده‌است.